# Чайковська Любов Костянтинівна
Любов Костянтинівна Чайковська (нар.18 липня 1943) — українська співачка, скрипалька, альтистка, камералістка, педагог. Доцент кафедри скрипки Львівської національної музичної академії імені М. Лисенка, лауреат Всеукраїнського конкурсу виконавців, дипломант Всесоюзного конкурсу скрипалів. Солістка вокально-інструментального ансамблю «Веселі скрипки», перша виконавиця пісні Мирослава Скорика «Намалюй мені ніч».

## Біографія
Народилась в родині музикантів. Батько — скрипаль і диригент, мати — скрипалька. З чотирьох років почала грати на скрипці, у п'яти років —навчатись у музичній школі грі на скрипці. Закінчила Львівську музичну школу імені С. Крушельницької (клас скрипки педагога К. К. Михайлова). 1961 року поступила у Львівську державну консерваторію імені М. В. Лисенка (клас скрипки професора Д. Лєкгера), яку закінчила з відзнакою та рекомендацією до вступу в аспірантуру 1967 року.
1963 року, під час навчання у Львівській консерваторії разом з іншими студентами долучилась до створеного композитором і піаністом Мирославом Скориком естрадного вокально-інструментального ансамблю «Веселі скрипки», що започаткував новий напрямок української естрадної пісні. Колектив складався з чотирьох-п'яти скрипок, альта, духових, ритм-групи. Любов Чайковська була солісткою і вокалісткою, а також як скрипалька учасницею інструментальної групи ансамблю. Із піснею «Намалюй мені ніч» з солісткою Любов'ю Чайковською музиканти брали участь у найвідомішій на той час в СРСР телепередачі «Блакитний вогник» та випустили платівки на фірмі «Мелодія».
1970 року закінчила аспірантуру Київської державної консерваторії імені П. І. Чайковського (клас професора О. Пархоменко).
З 1969 року, навчаючись в аспірантурі, була концертмейстером новоствореного Державного оркестру українських народних інструментів МХТ УРСР. (художній керівник заслужений діяч мистецтв України Я. Орлов).
Від 1971 року — старший викладач кафедри камерного ансамблю Львівської державної консерваторії імені М. Лисенка, вела  клас струнного квартету.
Як скрипалька мала сольні виступи у Львові, Молдові, на Далекому Сході. Продовжує активну виконавську діяльність як ансамблістка, зокрема — в складі квартету: Л. Чайковська (І скрипка), О. Когут (ІІ скрипка), Ю. Женчур (альт), Р. Фесюк (віолончель), виконуючи українську академічну музику та твори львівських композиторів С. Людкевича, М. Колесси, А. Гнатишина, Д. Задора, В. Фліса, М. Скорика, В. Камінського.
З 1991 до 2000 року — провідний педагог класу скрипки Вроцлавської музичної академії імені К. Ліпінського (Польща). Одночасно з викладанням в академії працює в симфонічному оркестрі Вроцлавської філармонії, гастролює в Польщі, Австрії, Німеччині, Нідерландах, Іспанії.
Після повернення до Львова — доцент кафедри скрипки Львівської національної музичної академії імені М. Лисенка. Бере участь в роботі журі Конкурсу юних виконавців імені М. Лисенка (Івано-Франківськ), а також в журі дитячого конкурсу «Молоді таланти» (Львів).
У львівських імпрезах виступала в дуетах з піаністами (Л. Луців, А.Станько, Ж. Пархомовською, М. Крих, С. Виноградовою, Х. Гумецькою); у складі тріо з Є. Шпіцером, Ю. Ланюком; в ансамблі з Г. Павлієм, Л. Оніщенко; з Т. Шуп'яною. У фортепіанному квінтеті Й. Брамса виконувала партію альта.
Студенти класу Любові Костянтинівни Чайковської — дипломанти Всесоюзного конкурсу струнних квартетів серед вищих музичних закладів Радянського Союзу.